# 270-й корпусной артиллерийский полк
270-й корпусной артиллерийский полк — воинская часть Вооружённых Сил СССР в Великой Отечественной войне. Полк в разное время мог называться 270-й армейский артиллерийский полк или 270-й пушечный артиллерийский полк.

## История
Сформирован в 1939 году в Харьковском военном округе.
В действующей армии во время ВОВ с 22 июня 1941 года по 20 июня 1943 года.
Перед войной дислоцируется в Козлова Руда.
С мая 1941 года находился на полигоне в 40 километрах от Каунаса. 18 июня 1941 года получил приказ провести рассредоточение и маскировку матчасти артиллерии и средств тяги. С 20 июня 1941 года получает боеприпасы в Каунасе.

### 1941
Приграничное сражение в Литве и Латвии (1941)
На 24 июня 1941 года держит оборону в полосе 5-й стрелковой дивизии с передним краем Шмотай, Вирбалай, река Вилия.
На 25 июня 1941 года, во время контрудара на Каунас, 2-м дивизионом продвигается с 5-й стрелковой дивизией с задачей сосредоточиться в районе Альбертова, Кисьялишкяй, Балтракяй, а 1-м дивизионом продвигается с 33-й стрелковой дивизией по шоссе Ионава — Каунас, с задачей сосредоточиться в районе Мешконяй, Баеришкяй, Венеция.
На 27 июня 1941 года получил приказ отступать до Леванишкис вслед за 33-й стрелковой дивизией, затем через Шешуоляй, Позельва и сосредоточиться в лесу северо-западнее Ашкины.
На 30 июня — 1 июля 1941 года отступает вместе с 33-й стрелковой дивизией с задачей сосредоточиться в районе Видзе.
На 9 — 10 июля 1941 года вместе с 33-й стрелковой дивизией совершает марш по маршруту Идрица, Пристань, Речки, Лешане, Ледово, Крушинино с задачей к утру 10 июля 1941 года сосредоточиться в районе Куралихино, Каптево, Лоскуцки. Ведёт там бои.
Во второй половине июля 1941 года приводит себя в порядок в Валдае. С августа 1941 года вновь направлен на передовую.
Контрудар в районе Старая Русса, Холм (1941)
Участвует в контрударе августа 1941 года под Старой Руссой. В конце августа — сентябре 1941 года окружён в районе Демянска, вместе со 163-й моторизованной дивизией, 257-й и 259-й стрелковыми дивизиями. Вышел из окружения 13 сентября 1941 года, однако материальную часть (17 орудий, к которым имелось 60 снарядов и трактора) был вынужден оставить на территории, занятой противником.

### 1942
Торопецко-Холмская наступательная операция (1942)
В декабре 1941 года переброшен на позиции в районе озера Селигер, вошёл в состав 4-й ударной армии в качестве армейского артиллерийского полка.
C 9 января 1942 года наступает в общем направлении на Пено — Андреаполь — Торопец. Одним дивизионом наступает вместе с 360-й стрелковой дивизией, 62-м отдельным лыжным батальоном, 171-м отдельным танковым батальоном в направлении Большая Антоновщина, Глазуны, Наумово. Вторым дивизионом наступает вместе с 51-й стрелковой бригадой, 67-м отдельным лыжным батальоном, 68-м отдельным лыжным батальоном в направлении Жуково, Пихтень и Орлинку. Ещё два дивизиона поддерживали наступление ударной группировки из 249-й стрелковой дивизии и 332-й стрелковой дивизии, наступавших на Пено, Андреаполь.
24-25 января 1942 года одним орудием участвует в боях за Нелидов.
В течение 1942 года находится в районе Велижа.
Великолукская наступательная операция (1942)
Поддерживает войска 3-й ударной армии в ходе Великолукской наступательной операции.

### 1943
Ржевско-Вяземская наступательная операция (1943)
В марте 1943 года принимает участие в Ржевско-Вяземской операции, поддерживая войска 22-й армии.
20 июня 1943 года преобразован в 164-й гвардейский артиллерийский полк.

## Подчинение
| Дата            | Фронт (округ)         | Армия             | Корпус                 | Дивизия | Примечания |
| --------------- | --------------------- | ----------------- | ---------------------- | ------- | ---------- |
| 22.06.1941 года | Северо-Западный фронт | 11-я армия        | 16-й стрелковый корпус |         | -          |
| 01.07.1941 года | Северо-Западный фронт | -                 | -                      | -       | -          |
| 10.07.1941 года | Северо-Западный фронт | -                 | -                      | -       | -          |
| 01.08.1941 года | Северо-Западный фронт | -                 | -                      | -       | -          |
| 01.09.1941 года | Северо-Западный фронт | 34-я армия        | -                      | -       | -          |
| 01.10.1941 года | Северо-Западный фронт | 34-я армия        | -                      | -       | -          |
| 01.11.1941 года | Северо-Западный фронт | 34-я армия        | -                      | -       | -          |
| 01.12.1941 года | Северо-Западный фронт | 34-я армия        | -                      | -       | -          |
| 01.01.1942 года | Северо-Западный фронт | 4-я ударная армия | -                      | -       | -          |
| 01.02.1942 года | Калининский фронт     | 4-я ударная армия | -                      | -       | -          |
| 01.03.1942 года | Калининский фронт     | 4-я ударная армия | -                      | -       | -          |
| 01.04.1942 года | Калининский фронт     | 4-я ударная армия | -                      | -       | -          |
| 01.05.1942 года | Калининский фронт     | 4-я ударная армия | -                      | -       | -          |
| 01.06.1942 года | Калининский фронт     | 4-я ударная армия | -                      | -       | -          |
| 01.07.1942 года | Калининский фронт     | 4-я ударная армия | -                      | -       | -          |
| 01.08.1942 года | Калининский фронт     | 4-я ударная армия | -                      | -       | -          |
| 01.09.1942 года | Калининский фронт     | 4-я ударная армия | -                      | -       | -          |
| 01.10.1942 года | Калининский фронт     | 4-я ударная армия | -                      | -       | -          |
| 01.11.1942 года | Калининский фронт     | 43-я армия        | -                      | -       | -          |
| 01.12.1942 года | Калининский фронт     | 3-я ударная армия | -                      | -       | -          |
| 01.01.1943 года | Калининский фронт     | 3-я ударная армия | -                      | -       | -          |
| 01.02.1943 года | Калининский фронт     | 3-я ударная армия | -                      | -       | -          |
| 01.03.1943 года | Калининский фронт     | -                 | -                      | -       | -          |
| 01.04.1943 года | Калининский фронт     | 22-я армия        | -                      | -       | -          |
| 01.05.1943 года | Северо-Западный фронт | 22-я армия        | -                      | -       | -          |
| 01.06.1943 года | Северо-Западный фронт | 22-я армия        | -                      | -       | -          |

## Командиры
- майор Попов
- майор Осокин Николай Иосифович

## Другие подразделения ствольной полевой артиллерии с тем же номером
- 270-й истребительно-противотанковый артиллерийский полк